# Konfederacja Narodu
La Konfederacja Narodu (Confederació de la Nació) va ser un dels moviments de les organitzacions de la resistència polonesa en la Polònia ocupada durant la Segona Guerra Mundial. La KN va ser creada en el 1940 pel partit polític d'extrema dreta el Campament Nacional Radical (ONR) (o per ser específics, la seua facció Falange) a partir de diverses petites organitzacions clandestines, incloent l'Exèrcit Secret Polonès (TAP). En l'àmbit polític s'oposava a les principals organitzacions de resistència més centrades o relacionades amb sanacja (SZP i ZWZ). Mai atrauria un important suport i seguirà sent marginal, eventualment i parcialment es va fusionar amb el ZWZ voltant de 1941, i finalment va unir-se Armia Krajowa al voltant de finals de 1943.